# Lijst van voetbalinterlands Libië - Mozambique
Deze lijst van voetbalinterlands is een overzicht van alle officiële voetbalwedstrijden tussen de nationale teams van Libië en Mozambique. De landen hebben tot op heden vijf keer tegen elkaar gespeeld. De eerste ontmoeting, een kwalificatiewedstrijd voor de Afrika Cup 1986, vond plaats op 23 augustus 1985 in Benghazi. Het laatste duel, een groepswedstrijd tijdens het African Championship of Nations 2022, werd gespeeld in Algiers (Algerije) op 17 januari 2023.

## Wedstrijden
| № | Plaats   | Datum             | Competitie                           | Wedstrijd          | Uitslag |
| - | -------- | ----------------- | ------------------------------------ | ------------------ | ------- |
| 1 | Benghazi | 23 augustus 1985  | Afrika Cup 1986 kwalificatie         | Libië − Mozambique | 2 − 1   |
| 2 | Maputo   | 15 september 1985 | Afrika Cup 1986 kwalificatie         | Mozambique − Libië | 2 − 1   |
| 3 | Maputo   | 5 september 2010  | Afrika Cup 2012 kwalificatie         | Mozambique − Libië | 0 − 0   |
| 4 | Caïro    | 3 september 2011  | Afrika Cup 2012 kwalificatie         | Libië − Mozambique | 1 − 0   |
| 4 | Algiers  | 17 januari 2023   | African Championship of Nations 2022 | Mozambique − Libië | 3 − 2   |

## Samenvatting
| Competitie                      | Totaal gespeeld | Winst Libië | Gelijk | Winst Mozambique | Doelsaldo Libië – Mozambique |
| ------------------------------- | --------------- | ----------- | ------ | ---------------- | ---------------------------- |
| Afrika Cup-kwalificatie         | 4               | 2           | 1      | 1                | 4 − 3                        |
| African Championship of Nations | 1               | 0           | 0      | 1                | 2 − 3                        |
| Totaal                          | 5               | 2           | 1      | 2                | 6 − 6                        |

LFF · A-internationals · Bondscoaches · Libisch vrouwenelftal · Olympisch elftal
1960 – 1969 · 
1970 – 1979 · 
1980 – 1989 · 
1990 – 1999 · 
2000 – 2009 · 
2010 – 2019 ·
2020 − 2029
1964 · 
1965 · 
1966 · 
1967 · 
1968 · 
1969 · 
1970 · 
1971 · 
1972 · 
1973 · 
1974 · 
1975 · 
1976 · 
1977 · 
1978 · 
1979 · 
1980 · 
1981 · 
1982 · 
1983 · 
1984 · 
1985 · 
1986 · 
1987 · 
1988 · 
1989 · 
1990 · 
1991 · 
1992 · 
1993 · 
1994 · 
1995 · 
1996 · 
1997 · 
1998 · 
1999 · 
2000 · 
2001 · 
2002 · 
2003 · 
2004 · 
2005 · 
2006 · 
2007 · 
2008 · 
2009 · 
2010 · 
2011 · 
2012 · 
2013 ·
2014 ·
2015 ·
2016 ·
2017 ·
2018 ·
2019 ·
2020 ·
2021 ·
2022 ·
2023
Algerije ·
Angola ·
Argentinië ·
Bahrein ·
Benin ·
Botswana ·
Burkina Faso ·
Canada ·
Centraal-Afrikaanse Republiek ·
Comoren ·
Congo-Brazzaville ·
Congo-Kinshasa ·
Egypte ·
Equatoriaal-Guinea ·
Ethiopië ·
Gabon ·
Gambia ·
Ghana ·
Griekenland ·
Guinee ·
Indonesië ·
Irak ·
Iran ·
Ivoorkust ·
Jemen ·
Jordanië ·
Kaapverdië ·
Kameroen ·
Kazachstan ·
Kenia ·
Koeweit ·
Lesotho ·
Libanon ·
Liberia ·
Malawi ·
Maleisië ·
Mali ·
Malta ·
Marokko ·
Mauritanië ·
Mauritius ·
Mozambique ·
Myanmar ·
Namibië ·
Niger ·
Nigeria ·
Oeganda ·
Oekraïne ·
Oman ·
Palestina ·
Polen ·
Qatar ·
Rwanda ·
Sao Tomé en Principe ·
Saoedi-Arabië ·
Senegal ·
Seychellen ·
Soedan ·
Swaziland ·
Syrië ·
Tanzania ·
Thailand ·
Togo ·
Tsjaad ·
Tunesië ·
Turkije ·
Uruguay ·
Verenigde Arabische Emiraten ·
Wit-Rusland ·
Zambia ·
Zimbabwe ·
Zuid-Afrika ·
Zuid-Korea
FMF · 
A-internationals · 
Mozambikaans vrouwenelftal
1970 – 1979 · 
1980 – 1989 · 
1990 – 1999 · 
2000 – 2009 · 
2010 – 2019 ·
2020 − 2029
Afrika Cup 1986 · 
Afrika Cup 1996 · 
Afrika Cup 1998 · 
Afrika Cup 2010
Algerije ·
Angola ·
Benin ·
Botswana ·
Burkina Faso ·
Centraal-Afrikaanse Republiek ·
Comoren ·
Congo-Brazzaville ·
Congo-Kinshasa ·
Egypte ·
Eritrea ·
Ethiopië ·
Gabon ·
Ghana ·
Guinee ·
Guinee-Bissau ·
Ivoorkust ·
Kaapverdië ·
Kameroen ·
Kenia ·
Lesotho ·
Libië ·
Madagaskar ·
Malawi ·
Mali ·
Marokko ·
Mauritanië ·
Mauritius ·
Namibië ·
Niger ·
Nigeria ·
Oeganda ·
Oman ·
Portugal ·
Rwanda ·
Senegal ·
Seychellen ·
Soedan ·
Somalië ·
Swaziland ·
Tanzania ·
Togo ·
Tunesië ·
Vietnam ·
Zambia ·
Zimbabwe ·
Zuid-Afrika ·
Zuid-Soedan